# Winniki (gmina w województwie szczecińskim)
Winniki (1945–46 Jaźwiny) – dawna gmina wiejska istniejąca w latach 1945–1954 w woj. szczecińskim (dzisiejsze woj. zachodniopomorskie). Siedzibą władz gminy były Winniki.
Gmina Jaźwiny powstała po II wojnie światowej na terenie tzw. Ziem Odzyskanych (tzw. III okręg administracyjny – Pomorze Zachodnie). 28 czerwca 1946 gmina Winniki – jako jednostka administracyjna powiatu łobeskiego – weszła w skład nowo utworzonego woj. szczecińskiego.
Według stanu z 1 lipca 1952 gmina składała się z 11 gromad: Chwarstno, Cieszyno, Dłusko, Kraśnik Łobeski, Mielno, Połchowo, Runowo, Sarnikierz, Sielsko, Trzebawie i Winniki. Gmina została zniesiona 29 września 1954 wraz z reformą wprowadzającą gromady w miejsce gmin. Jednostki nie przywrócono 1 stycznia 1973 wraz z kolejną reformą reaktywującą gminy, a jej dawny obszar wszedł głównie w skład nowej gminy Węgorzyno.